# 이의상
이의상(李宜相, 1889년 9월 15일~1968년 12월 18일)은 대한민국의 정치인이다. 제헌 국회의원을 역임하였다.

## 약력
- 조선 말기에 탁지부 세관주필을 지내다가 영농생활과 아울러 양조장을 운영했다.
- 대한독립촉성국민회 음성군 지부장

## 학력
- 관립한성영어학교 졸업(1910년)
- 대한민국 국방대학교 행정학사 1기(1956년)

## 참고자료
- 《대한민국 의정총람》, 국회의원총람발간위원회, 1994년
- 이의상 - 대한민국헌정회
- 한국근현대인물자료 (국사편찬위원회)